# Liponeura limomi
Liponeura limomi is een muggensoort uit de familie van de Blephariceridae. De wetenschappelijke naam van de soort is voor het eerst geldig gepubliceerd in 1980 door Zwick.